# Hexodon griseosericans
Hexodon griseosericans är en skalbaggsart som beskrevs av Leon Fairmaire 1901. Hexodon griseosericans ingår i släktet Hexodon och familjen Dynastidae. Inga underarter finns listade i Catalogue of Life.